# Dmitry Selivanov
Dmitry Fyodorovich Selivanov (em russo:  Дмитрий Фёдорович Селиванов; Gorodishche, 17 de fevereiro de 1855 – Praga, 5 de abril de 1932) foi um matemático russo, conhecido por seu trabalho sobre cálculo diferencial e método das diferenças finitas.
Seguindo os matemáticos franceses (como por exemplo Évariste Galois e Camille Jordan), trabalhou com a solução algébrica explícita de equações polinomiais e introduziu algumas simplificações. Seu trabalho foi elogiado por Charles Hermite, assim como aconteceu com sua primeira publicação, no qual relacionou  a diferenciabilidade de uma integral indefinida a um parâmetro com sua convergência uniforme (recentemente introduzido então por Karl Weierstrass). Em 1904 em Leipzig a editora B. G. Teubner publicou a monografia de Selivanov sobre cálculo de diferenças finitas (que também foi publicada em russo e tcheco. Para a Encyklopädie der mathematischen Wissenschaften escreveu em 1901 um artigo baseado em um livro publicado em 1891 por Andrei Markov. Para a edição francesa da Encyklopädie der mathematischen Wissenschaften Marie Henri Andoyer publicou em 1906 uma tradução combinando o artigo de Selivanov sobre o cálculo de diferenças finitas co o artigo de Julius Bauschinger sobre interpolação da versão original da mesma enciclopédia.

## Publicações selecionadas
- «Sur les intégrales définies uniformément convergentes». Bulletin de la Société Mathématique de France. tome 10: 147–162. 1882
- «Extrait d'une lettre Selivanof à M. Hermite» (PDF). Bulletin des sciences mathématiques et astronomiques, 2e série. tome 7: 246–247. 1883
- «Sur la recherche des diviseurs des fonctions entières» (PDF). Bulletin de la Société Mathématique de France. tome 13: 119–131. 1885
- «Quelques remarques sur les équations du cinquième degré» (PDF). Bulletin de la Société Mathématique de France. tome 21: 97–109. 1893
- «Sur les expressions algébriques». Acta Mathematica. tome 19: 73–91. 1895. doi:10.1007/BF02402871
- О неопределенных выражениях // Известия СПб. Технолог. Инстит. — 1891, 1892.
- О периодических непрерывных дробях // Матем. сборник. — 1890. — Т. 15.
- О разложении чисел на множители // Математический сборник. — 1890. — Т. 15, 16.
- О функциях от разностей корней данного уравнения // Матем. сборник. — 1890. — Т. 15.
- О числовой функии φ (n), выражающей число чисел простых с n и не превосходящих // Протоколы СПб. Матем. Общества. — СПб., 1899.
- Lehrbuch der Differenzrechnung. [S.l.]: BG Teubner. 1904[3] Lehrbuch der Differenzrechnung (archive.org copy). [S.l.: s.n.]